# Брізер
Брі́зер — це нелінійна хвиля, в якій енергія концентрується в просторі локалізованим чином і яке періодично коливається в часі. Такий стан суперечить очікуванням, отриманим з розгляду відповідної лінійної системи для інфінітезимальних амплітуд коливання (лінійна система має тенденцію до рівномірного перерозподілу енергії початкового сконцентрованого збурення).
Фізичний термін брізер походить від властивості більшості брізерів бути локалізованими у просторі та осцилювати (дихати, англ. breath) у часі. Брізерами також називають хвилі, які локалізовані в часі й осцилюють (дихають) у просторі.

## Огляд

Стоячий брізер синус-Ґордона є періодичним в часі розв'язком спареного кінк-антикінк солітона.

Рухомий брізер синус-Ґордона великої амплітуди.

Брізер за своєю фізичною природою є солітоном. Існують два типи брізерів: стоячі та рухомі. Стоячі брізери відповідають локалізованим розв'язкам, чиї амплітуди змінюються в часі (інколи їх називають ще осциляторами). Брізери існують лише в інтегровних неперервних (континуальних) системах.
Необхідна умова існування брізерів у ґратці полягає у тому, що основна частота брізера та всі її кратні частоти повинні знаходитися поза межами спектру фононів даної ґратки.

## Приклад брізерного розв'язку для рівняння синус-Ґордона
Рівняння синус-Ґордона є нелінійним дисперсним рівнянням з частинними похідними
{\displaystyle {\frac {\partial ^{2}u}{\partial t^{2}}}-{\frac {\partial ^{2}u}{\partial x^{2}}}+\sin u=0,}
де поле u є функцією просторових координат x та часу t.
Точний розв'язок знайдено, використовуючи метод оберненої задачі розсіяння:
{\displaystyle u(x,t)=4\arctan \left({\frac {{\sqrt {1-\omega ^{2}}}\;\cos(\omega t)}{\omega \;\cosh({\sqrt {1-\omega ^{2}}}\;x)}}\right),}
який, для ω < 1, є періодичним в часі t та експоненційно затухає коли віддалятися від x = 0.

## Приклад брізерного розв'язку для нелінійного рівняння Шредінгера
Фокусуюче нелінійне рівняння Шредінгера — дисперсійне рівняння з частинними похідними:
{\displaystyle i\,{\frac {\partial u}{\partial t}}+{\frac {\partial ^{2}u}{\partial x^{2}}}+|u|^{2}u=0,}
де комплексне поле u являє собою функцію просторових координат x та часу t. Тут та вподальшому i позначає уявну одиницю.
Одним з можливих брізерних розв'язків є розв'язок:
{\displaystyle u=\left({\frac {2\,b^{2}\cosh(\theta )+2\,i\,b\,{\sqrt {2-b^{2}}}\;\sinh(\theta )}{2\,\cosh(\theta )-{\sqrt {2}}\,{\sqrt {2-b^{2}}}\cos(a\,b\,x)}}-1\right)ae^{ia^{2}t},}
{\displaystyle \theta =a^{2}\,b\,{\sqrt {2-b^{2}}}\;t,}
якому властиві періодичність в просторі в напрямку x та прямування до рівномірного значення a при русі з t = 0. Такі брізери існують тільки при значеннях параметра модуляції b, менших за {\displaystyle {\sqrt {2}}}. Слід відмітити, що граничним випадком брізерного розв'язку є солітон Переґріна.